# Mansle-les-Fontaines
Mansle-les-Fontaines es una comuna nueva francesa situada en el departamento de Charente, de la región de Nueva Aquitania.

## Historia
Fue creada el 1 de enero de 2023, en aplicación de una resolución del prefecto de Charente de 15 de diciembre de 2022 con la unión de las comunas de Fontclaireau y Mansle, pasando a estar el ayuntamiento en la antigua comuna de Mansle.

## Demografía
Según los datos aportados en la resolución del prefecto de Charente, la comuna se crea con 2162 habitantes.

## Composición
| Comuna delegada | Código INSEE | Población (2020) | Superficie (km²) | Densidad (hab./km²) |
| --------------- | ------------ | ---------------- | ---------------- | ------------------- |
| Fontclaireau    | 16140        | 436              | 5.61             | 78                  |
| Mansle          | 16206        | 1681             | 5.75             | 292                 |